# Resultados do Carnaval de São Paulo em 2015
Esta é uma lista de Resultados do Carnaval de São Paulo em 2015.

## Escolas de samba

### Grupo Especial
Em 2015, a Vai-Vai se sagrou campeã do Grupo Especial com um enredo emocionante, que falava sobre a Cantora Elis Regina. A Acadêmicos do Tatuapé foi punida com a perda de 1,1 (um ponto e um décimo) por ter estourado o tempo de desfile em 1 minuto. 
Ordem de Desfile
| Sexta-feira (13/02/2015) | Sábado (14/02/2015) |
| 1. Mancha Verde 2. Acadêmicos do Tucuruvi 3. Tom Maior 4. Dragões da Real 5. Rosas de Ouro 6. Águia de Ouro 7. Nenê de Vila Matilde | 1. Unidos de Vila Maria 2. Gaviões da Fiel 3. Mocidade Alegre 4. Império de Casa Verde 5. Acadêmicos do Tatuapé 6. Vai-Vai 7. X-9 Paulistana |

Mapa de Notas
Abaixo o mapa de notas da apuração do Grupo Especial:

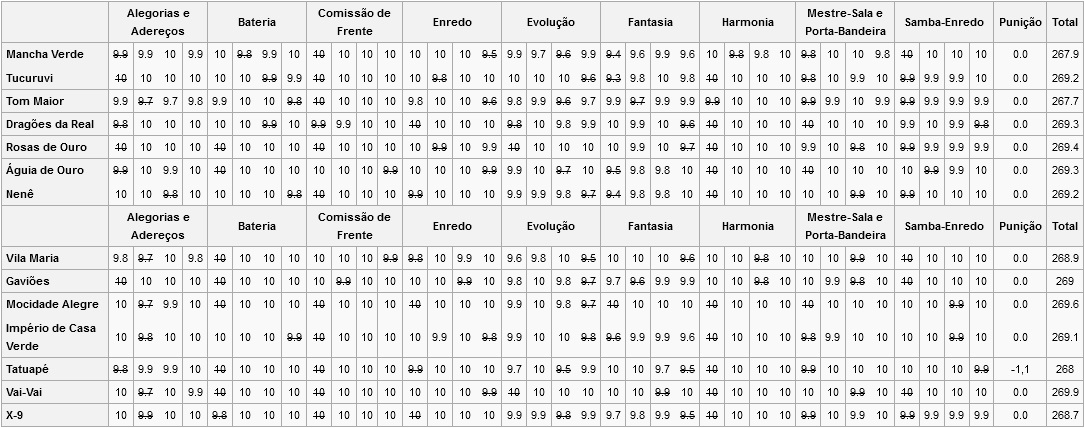
Mapa de apuração

Classificação
| Pos | Escolas de Samba       | Enredo                                                                                                | Pts   | Desempate | Classificação                     |
| --- | ---------------------- | --- | ----- | --------- | --------------------------------- |
| 1   | Vai-Vai                | Simplesmente Elis. A fábula de uma voz na transversal do tempo!                                       | 269.9 |           | Campeã do Carnaval de 2015        |
| 2   | Mocidade Alegre        | Nos palcos da vida, uma vida no palco: Marília                                                        | 269.6 |           | Desfile das Campeãs de 2015       |
| 3   | Rosas de Ouro          | Depois da tempestade...o encanto!                                                                     | 269.4 |           | Desfile das Campeãs de 2015       |
| 4   | Águia de Ouro          | Brasil e Japão: 120 anos de união!                                                                    | 269.3 | Evolução  | Desfile das Campeãs de 2015       |
| 5   | Dragões da Real        | Acredite se puder!                                                                                    | 269.3 | Evolução  | Desfile das Campeãs de 2015       |
| 6   | Acadêmicos do Tucuruvi | Entre confetes e serpentinas, Tucuruvi relembra as marchinhas do seu, do meu, do nosso carnaval       | 269.2 | Evolução  |                                   |
| 7   | Nenê de Vila Matilde   | Moçambique: A lendária terra do Baobá sagrado                                                         | 269.2 | Evolução  |                                   |
| 8   | Império de Casa Verde  | Sonhadores do mundo inteiro: uni-vos                                                                  | 269.1 |           |                                   |
| 9   | Gaviões da Fiel        | No jogo enigmático das cartas, desvendem os mistérios e façam suas apostas, pois a sorte está lançada | 269.0 |           |                                   |
| 10  | Unidos de Vila Maria   | Só os diamantes são eternos, na química divina                                                        | 268.9 |           |                                   |
| 11  | X-9 Paulistana         | Sambando na chuva, num pé d'água ou na garoa, sou a X9 numa boa!                                      | 268.7 |           |                                   |
| 12  | Acadêmicos do Tatuapé  | Ouro: Símbolo de riqueza e de ambição                                                                 | 268.0 |           |                                   |
| 13  | Mancha Verde           | Quando surge o alviverde imponente, 100 anos de lutas e glórias                                       | 267.9 |           | Desce para o Grupo de acesso 2016 |
| 14  | Tom Maior              | Adrenalina                                                                                            | 267.7 |           | Desce para o Grupo de acesso 2016 |

### Grupo de Acesso

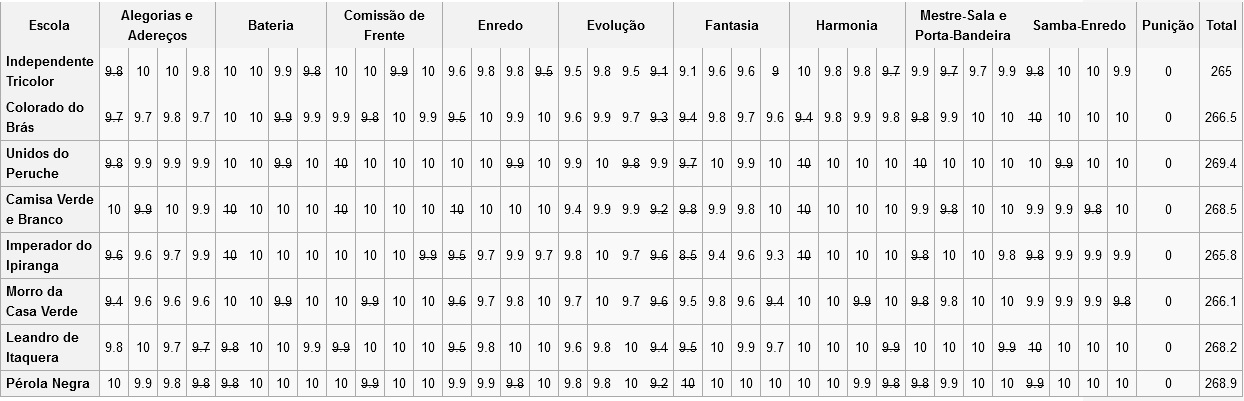
Mapa de apuração

Classificação
| Pos | Escolas de Sambas     | Enredo                                                                     | Pts   | Classificação ou rebaixamento   |
| --- | --------------------- | -------------------------------------------------------------------------- | ----- | ------------------------------- |
| 1   | Unidos do Peruche     | Karabá, e a lenda do menino do coração de ouro                             | 269,4 | Sobe para o Grupo Especial 2016 |
| 2   | Pérola Negra          | Pérolas                                                                    | 268,9 | Sobe para o Grupo Especial 2016 |
| 3   | Camisa Verde e Branco | Eu acredito em previsões, e você?                                          | 268,5 |                                 |
| 4   | Leandro de Itaquera   | Invencível                                                                 | 268,2 |                                 |
| 5   | Colorado do Brás      | Maktub: Estória de mil e uma histórias                                     | 266,5 |                                 |
| 6   | Morro da Casa Verde   | Entre plumas e paetês                                                      | 266,1 |                                 |
| 7   | Imperador do Ipiranga | Oxente! Cabra da Peste. A Imperador chegou para coroar a nação do Nordeste | 265,8 |                                 |
| 8   | Independente Tricolor | Bravos á luta!                                                             | 265,0 |                                 |

### Grupo 1-UESP

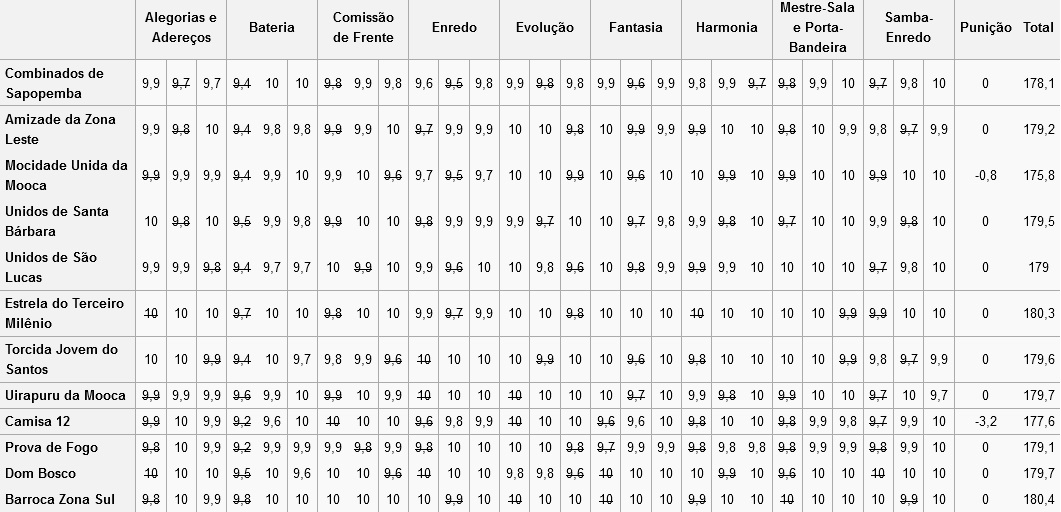
Mapa de apuração

Classificação
| Pos | Escolas de Sambas           | Enredo                                                                                            | Pts   | Classificação ou rebaixamento    |
| --- | --------------------------- | ------------------------------------------------------------------------------------------------- | ----- | -------------------------------- |
| 1   | Barroca Zona Sul            | Estou de volta pro meu aconchego                                                                  | 180,4 | Sobe para o Grupo de acesso 2016 |
| 2   | Estrela do Terceiro Milênio | Deus aponta a Estrela que vai brilhar!                                                            | 180,3 |                                  |
| 3   | Uirapuru da Mooca           | A Mooca abre o jogo... E o Uirapuru monta a banca no asfalto                                      | 179,7 |                                  |
| 4   | Dom Bosco                   | Dom Bosco: 200 anos de Amor ao Próximo... Um presente para o Mundo.                               | 179,7 |                                  |
| 5   | Torcida Jovem               | Segura o laço que o boi é meu!                                                                    | 179,6 |                                  |
| 6   | Santa Bárbara               | Mystikos - Do esplendor da magia aos caminhos encantados desse meu Brasil!                        | 179,5 |                                  |
| 7   | Amizade Zona Leste          | Xangô - O Rei da Justiça                                                                          | 179,2 |                                  |
| 8   | Prova de Fogo               | Grandes batalhas são para grandes guerreiros!                                                     | 179,1 |                                  |
| 9   | São Lucas                   | Bem vindos ao Mercado Municipal - O cartão postal do nosso carnaval                               | 179   |                                  |
| 10  | Combinados                  | Brilha estrela da manhã - Inesita Barroso                                                         | 178,1 |                                  |
| 11  | Camisa 12                   | Joaquim Barbosa a voz do povo, a garra da pantera no tribunal                                     | 177,6 | Desce para Grupo 2-UESP 2016     |
| 12  | Mocidade Unida da Mooca     | Brincar e sonhar no reino da imaginação, a Mooca revive o passado e o presente do futuro da nação | 175,8 | Desce para Grupo 2-UESP 2016     |

### Grupo 2-UESP

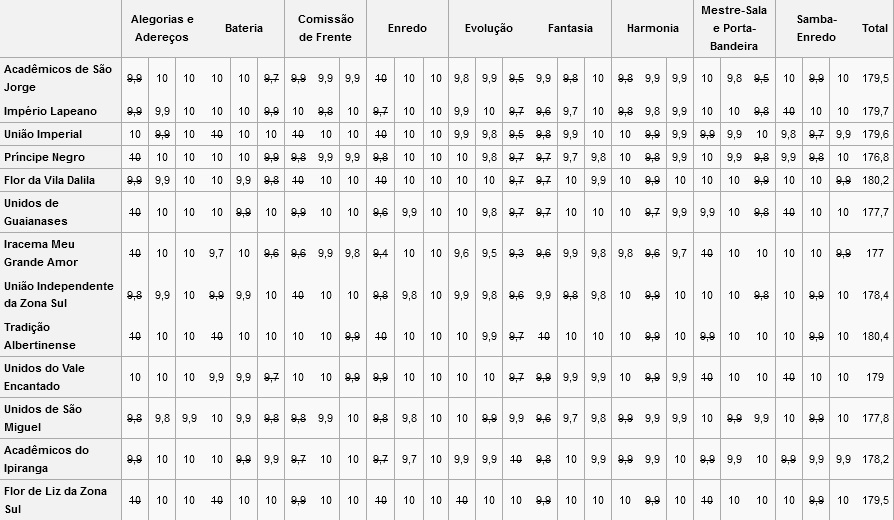
Mapa de apuração

Classificação
| Pos | Escolas de Sambas       | Enredo | Pts   | Classificação ou rebaixamento  |
| --- | ----------------------- | --- | ----- | ------------------------------ |
| 1   | Tradição Albertinense   | Das paixões que vem de dentro de um coração bobo, bola e balão... As canções que o povo canta, contando coisas do meu chão | 180,4 | Sobe para o Grupo 1-UESP 2016  |
| 2   | Flor da Vila Dalila     | O samba pede passagem | 180,2 | Sobe para o Grupo 1-UESP 2016  |
| 3   | Império Lapeano         | São Paulo de futuro e grandeza, seu povo sua maior riqueza                                                                 | 179,7 |                                |
| 4   | União Imperial          | Tributo a Imperial - Minha Escola Guerreira                                                                                | 179,6 |                                |
| 5   | Flor de Liz             | De zero a cem eu sou criança também!                                                                                       | 179,5 |                                |
| 6   | São Jorge               | De Princesa da Zona Norte ao fascínio da São Jorge... Vila Sabrina, um paraíso pra se amar!                                | 179,5 |                                |
| 7   | Vale Encantado          | O Vale da fé... A luz que te faz caminhar                                                                                  | 179   |                                |
| 8   | União Independente      | A ganância do homem devastando o ventre da Terra                                                                           | 178,4 |                                |
| 9   | Ipiranga                | A Academia voa mais alto                                                                                                   | 178,2 |                                |
| 10  | São Miguel              | Um sonho de criança em Aquarela                                                                                            | 177,8 |                                |
| 11  | Guaianases              | Xingu: Na luta constante pela preservação da vida em defesa da mãe natureza                                                | 177,7 | Desce para o Grupo 3-UESP 2016 |
| 12  | Iracema Meu Grande Amor | Do Apartheid ao Nobel da paz. Mandela, filho da África!                                                                    | 177   | Desce para o Grupo 3-UESP 2016 |
| 13  | Príncipe Negro          | Jureme, Jurema - A lenda da Cabocla Jurema                                                                                 | 176,8 | Desce para o Grupo 3-UESP 2016 |

### Grupo 3-UESP
Classificação
| Pos | Escolas de Sambas       | Enredo | Pts   | Classificação ou rebaixamento |
| --- | ----------------------- | --- | ----- | ----------------------------- |
| 1   | Boêmios da Vila         | Batam Palmas que o cortejo vai passar!                                                                                             | 180,1 | Sobe para o Grupo 2-UESP 2016 |
| 2   | Vila Albertina          | Alguma coisa acontece no meu coração. Quando cruzo a Ipiranga e a Av. São João.                                                    | 180,1 | Sobe para o Grupo 2-UESP 2016 |
| 3   | Imperatriz da Sul       | Sete | 180   |                               |
| 4   | Brinco da Marquesa      | Na magnitude desta noite, o Brinco canta Negra Ginga                                                                               | 179,8 |                               |
| 5   | Folha Verde             | Guaiapá, Guaianás, Guaianã... A Saga dos Índios Guainazes, Na Aldeia Folha Verde da Esperança: Meu Bairro, Minha Tribo, Meu Lugar! | 179,1 |                               |
| 6   | Dragões de Vila Alpina  | Alegria, alegria... sorria ! Vem ser feliz com os Dragões de Vila Alpina!                                                          | 178,5 |                               |
| 7   | Estação Invernada       | No mar de cores e aroma irei mergulhar, a feira 100 anos vai comemorar                                                             | 178,5 |                               |
| 8   | Imperatriz da Pauliceia | Neguinho da Beija-Flor, hoje a homenagem é você                                                                                    | 178,3 |                               |
| 9   | Mocidade Robruense      | Pode Pedir! | 177,5 |                               |
| 10  | Só Vou Se Você For      | A arte de presentear | 176,9 | Desce para Grupo 4-UESP 2016  |
| 11  | TUP                     | Das cinzas da Fênix ressurge a mais vibrante                                                                                       | 175,5 | Desce para Grupo 4-UESP 2016  |
| 12  | Valença Perus           | Feira Livre | 170,2 | Desce para Grupo 4-UESP 2016  |

### Grupo 4-UESP
Classificação
| Pos | Escolas de Sambas          | Enredo                                              | Pts  | Classificação ou rebaixamento |
| --- | -------------------------- | --------------------------------------------------- | ---- | ----------------------------- |
| 1   | Lavapés                    | Eu vendo, você compra. Nas feiras tudo se encontra! | 89,5 | Sobe para o Grupo 3-UESP 2016 |
| 2   | Passo de Ouro              | Se o senhor não tá lembrado, dá licença de cantá    | 89,4 | Sobe para o Grupo 3-UESP 2016 |
| 3   | Os Bambas                  | Os contos de fadas                                  | 89,2 |                               |
| 4   | Em Cima da Hora Paulistana | Reciclar também é arte!                             | 88,6 |                               |
| 5   | Explosão da Zona Norte     | Um apelo ao imaginário, os sete pecados             | 88,5 |                               |
| 6   | Portela da Zona Sul        | Amazônia - Em busca do Paraíso perdido!             | 88   |                               |
| 7   | Primeira da Aclimação      | Com o espírito da Fênix, uma lição de vida!         | 86,3 |                               |

## Blocos

### Blocos Especiais
Classificação
| Pos | Escolas de Sambas                   | Pts   | Classificação ou rebaixamento |
| --- | ----------------------------------- | ----- | ----------------------------- |
| 1   | Vovó Bolão                          | 150.4 | Bloco campeão                 |
| 2   | Unidos do Pé Grande                 | 150,2 |                               |
| 3   | Inajar de Souza                     | 149,8 |                               |
| 4   | Não Empurra que é Pior              | 149,8 |                               |
| 5   | Garotos da Vila Santa Maria         | 149,8 |                               |
| 6   | Chorões da Tia Gê                   | 149,8 |                               |
| 7   | Pavilhão 9                          | 149,5 |                               |
| 8   | Unidos da Trindade                  | 149,3 |                               |
| 9   | Unidos do Guaraú                    | 149   |                               |
| 10  | Kacike da Vila                      | 148,1 |                               |
| 11  | Mocidade Independente da Zona Leste | 146,8 |                               |
| 12  | Caprichosos da Zona Sul             | 145,6 |                               |
| 13  | Mocidade Amazonense                 | 145,6 |                               |